# Jamato (1940)
Jamato (japonsky 大和) byla bitevní loď japonského císařského námořnictva, pojmenovaná po staré japonské provincii Jamato. Byla první lodí své třídy. Spolu se svou sesterskou lodí Musaši to byly největší a nejlépe vyzbrojené bitevní lodě, které kdy byly postaveny. Lodě nesly 9 děl typ 94 ráže 460 mm (18,1 palců), tedy největší děla, která kdy byla na loď použita.

## Konstrukce

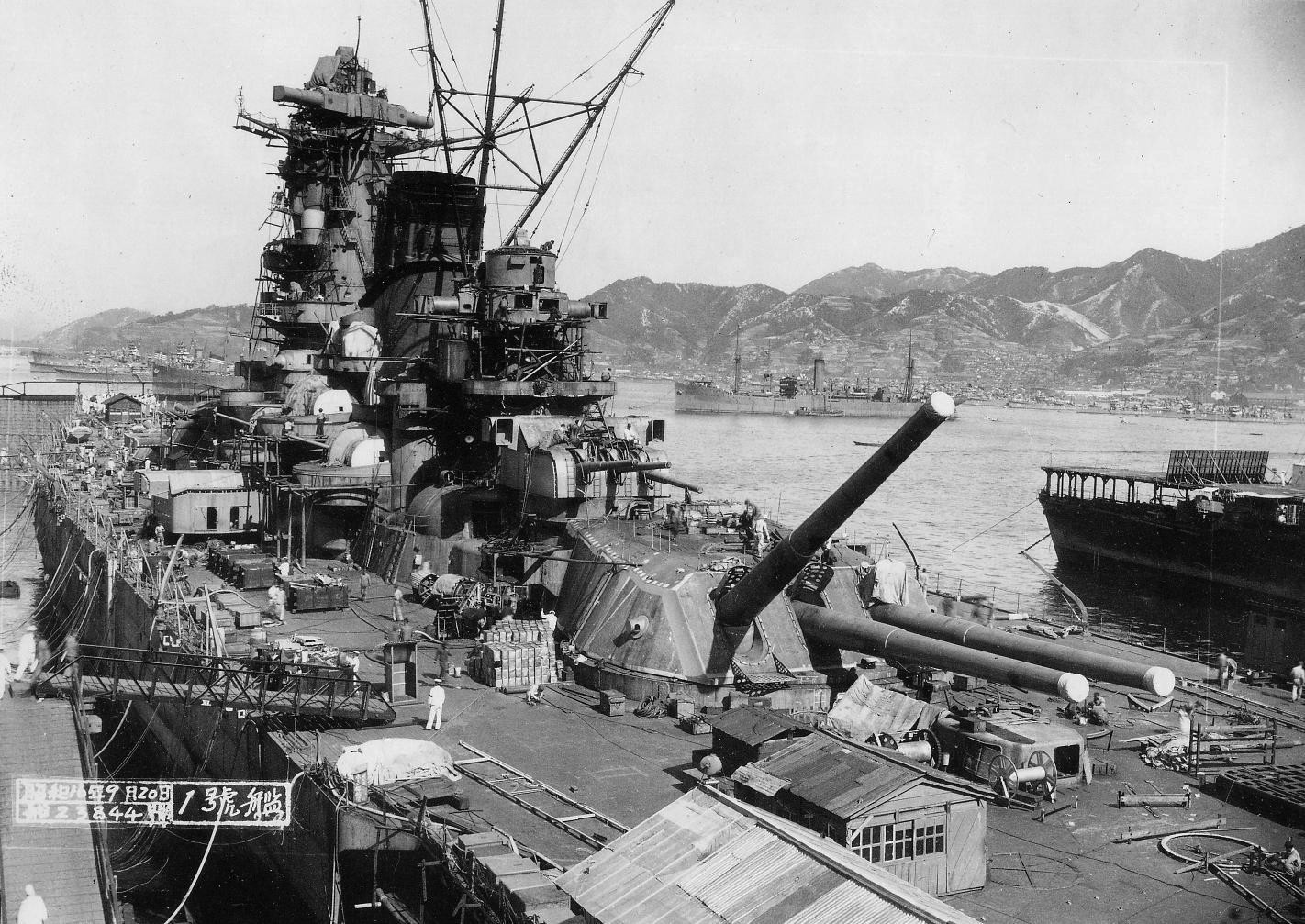
Stavba Jamato v loděnici v Kure 20. září 1941

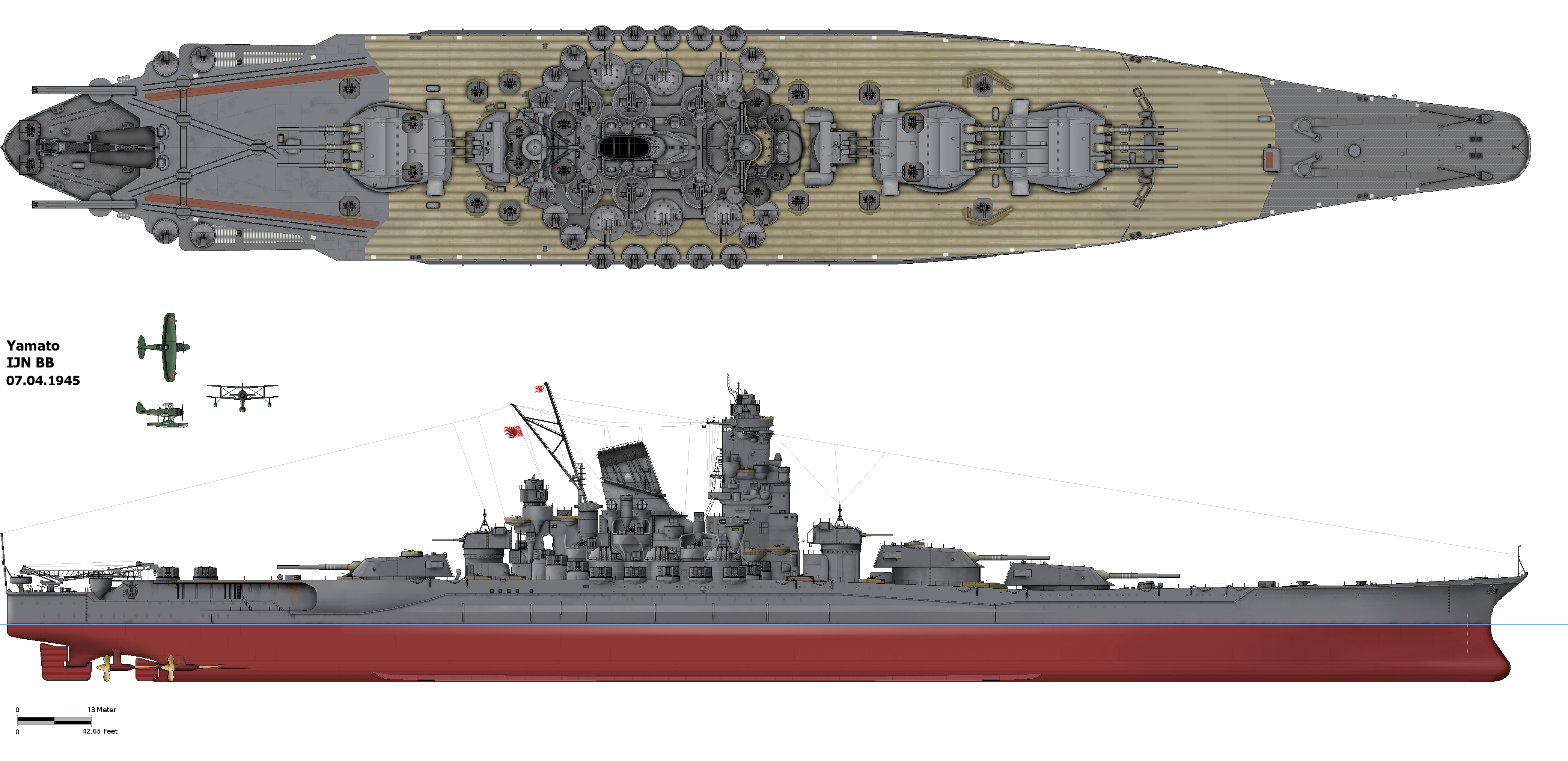
Podoba Jamato před vyplutím na poslední misi k Okinawě

Třída Jamato byla stavěna po japonském odmítnutí Washingtonské deklarace na druhé londýnské konferenci v roce 1936. Washingtonská smlouva měla omezit námořní zbrojení. Původní Londýnská smlouva z roku 1930, kterou Japonsko ještě podepsalo, zakazovala stavbu bitevních lodí do roku 1937.
Projekční práce na třídě Jamato začaly v roce 1934. Projekt plavidel o výtlaku 68 000 tun byl po úpravách v roce 1937 přijat. Stavba lodi probíhala v loděnici v Kure, ve speciálně upraveném doku, aby bylo dodrženo přísné utajení. Na vodu byla Jamato spuštěna 8. srpna 1940 a do služby vstoupila 16. prosince 1941. Původně bylo plánováno postavit celkem pět lodí této třídy. Třetí lodí byla Šinano, která byla po bitvě u Midway dokončena jako letadlová loď. Nepojmenovaný trup čtvrté jednotky byl sešrotován v roce 1943, v době, kdy byl ze 30 % hotov. Pátý kus třídy Jamato, jehož stavba měla začít v roce 1942, nakonec nebyl nikdy objednán. Podobně jako v Německu s nástupci třídy Bismarck, se i v Japonsku uvažovalo o ještě grandióznější konstrukci s děly ráže 510 mm, jejichž příprava ale byla v roce 1942 zastavena.
Třída byla navrhována tak, aby měla převahu nad jakoukoliv americkou bitevní lodí té doby. Při volbě ráže 460 mm pro hlavní děla hrál určitou roli i fakt, že kdyby se Američané rozhodli postavit podobně vyzbrojené lodi, jejich očekávaná velikost by jim bez velkých kompromisů nedovolila proplutí Panamským průplavem. Navíc pro zmatení zahraničních rozvědek, byly kanóny Jamato pojmenovány jako 40,6cm a pravá ráže děl byla před veřejností utajována. Vše fungovalo tak dobře, že ještě v roce 1945 Američané věřili, že Jamato má kanóny ráže 406 mm a výtlak okolo 45 000 tun, tedy podobné parametry jako třída Iowa.
Před stavbou lodi musel být suchý dok v Kure prohlouben a nosnost jeho jeřábů zvýšena na 100 tun. Dok byl částečně zastřešen, aby byla loď lépe skryta. Většina pracovníků doku nevěděla o skutečných parametrech stavěné lodi a také když byla Jamato spuštěna na vodu, stalo se tak bez slavností.

## Služba

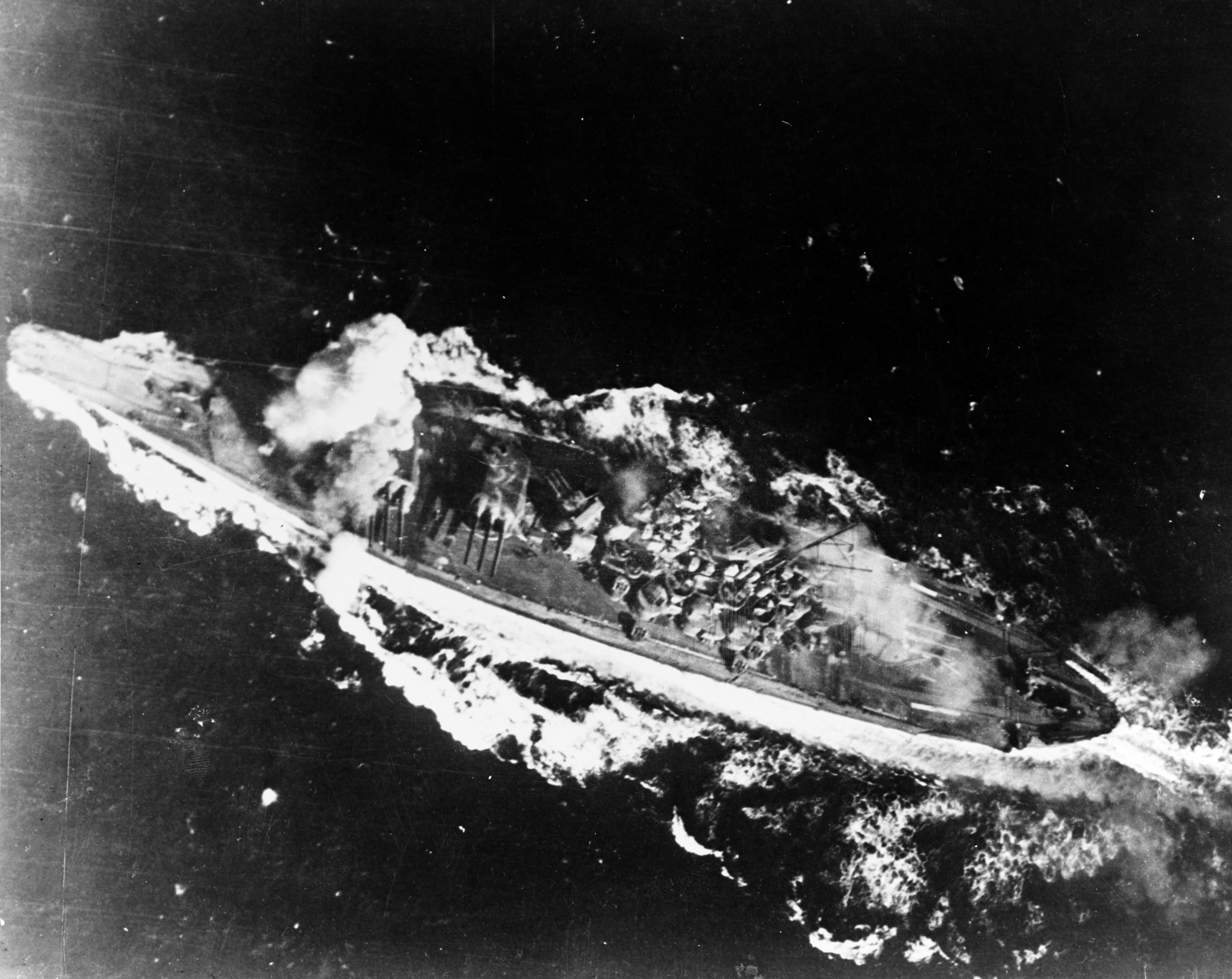
Jamato dne 24. října 1944 během bitvy v Sibuyanském moři po zásahu pumou.

Jamato byla vlajkovou lodí admirála Isoroku Jamamota od 12. února 1942, kdy v této funkci nahradila bitevní loď Nagato. V červnu 1942 byla Jamato součástí hlavního svazu admirála Jamamota při útoku na Midway. Svaz složený z bitevních lodí Jamato, Nagato, Mucu, letadlové lodě Hóšó, lehkého křižníku Sendai, 9 torpédoborců a 4 podpůrných lodí se však nakonec do bitvy u Midway nezapojil. Jamato poté zůstala vlajkovou lodí ještě 364 dní, než jí v této roli 11. února 1943 vystřídala její sesterská loď Musaši. Celou dobu mezi 29. srpnem 1942 až 8. květnem 1943 kotvila Jamato na atolu Truk. V květnu 1943 se vrátila do Kure, kde bylo posíleno protiletadlové dělostřelectvo a instalován radar typu 22. Kvůli instalaci dalších 25mm kanónů byly odstraněny dvě dělové věže s kanóny 155 mm. To si vynutil rostoucí význam letectva při bojích v Pacifiku.
25. prosince 1943 se Jamato vydala na cestu zpět k atolu Truk, ale cestou byla poškozena torpédem americké ponorky USS Skate. Oprava poškození trvala až do dubna 1944. Při těchto opravách byla ještě více posílena protiletecká obrana.
V červnu 1944 se Jamato zúčastnila bitvy ve Filipínském moři. V říjnu 1944 se zúčastnila bitvy v zálivu Leyte, během níž poprvé vystřelila ze svých hlavních děl proti nepříteli. Během leteckých útoků zde Jamato lehce poškodily dva zásahy pumami, zatímco její sesterská loď Musaši byla hlavním cílem a byla zde potopena.
Po návratu domů v listopadu 1944 byla opět posílena protiletadlová výzbroj a novým velitelem Jamato se stal Kósaku Ariga. 18. března 1945 provedl americký úderný svaz TF 58 letecké útoky na Kure. Jamato byla napadena ve Vnitřním moři a lehce poškozena.

### Poslední plavba

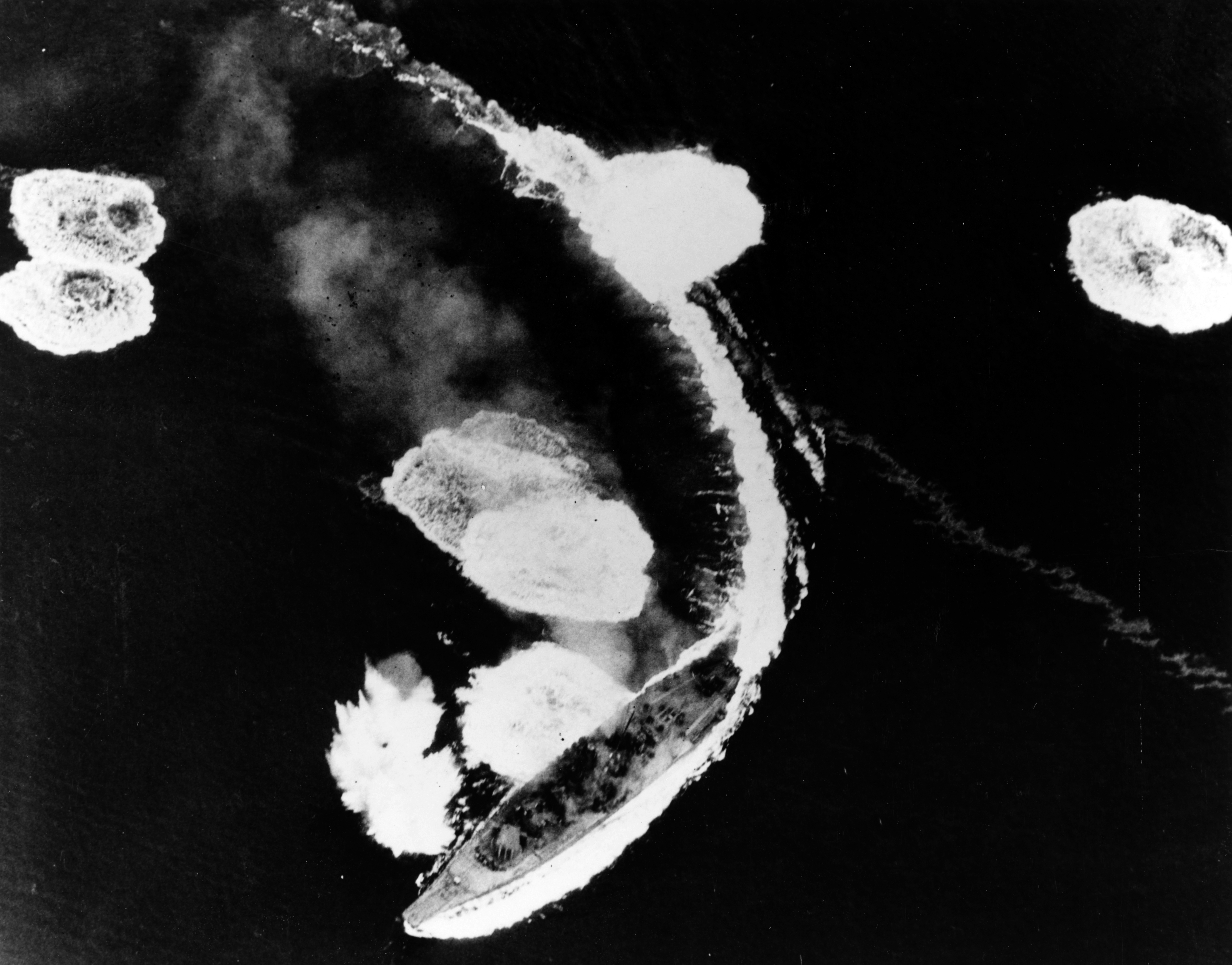
Jamato pod útokem v Kure 19. března 1945

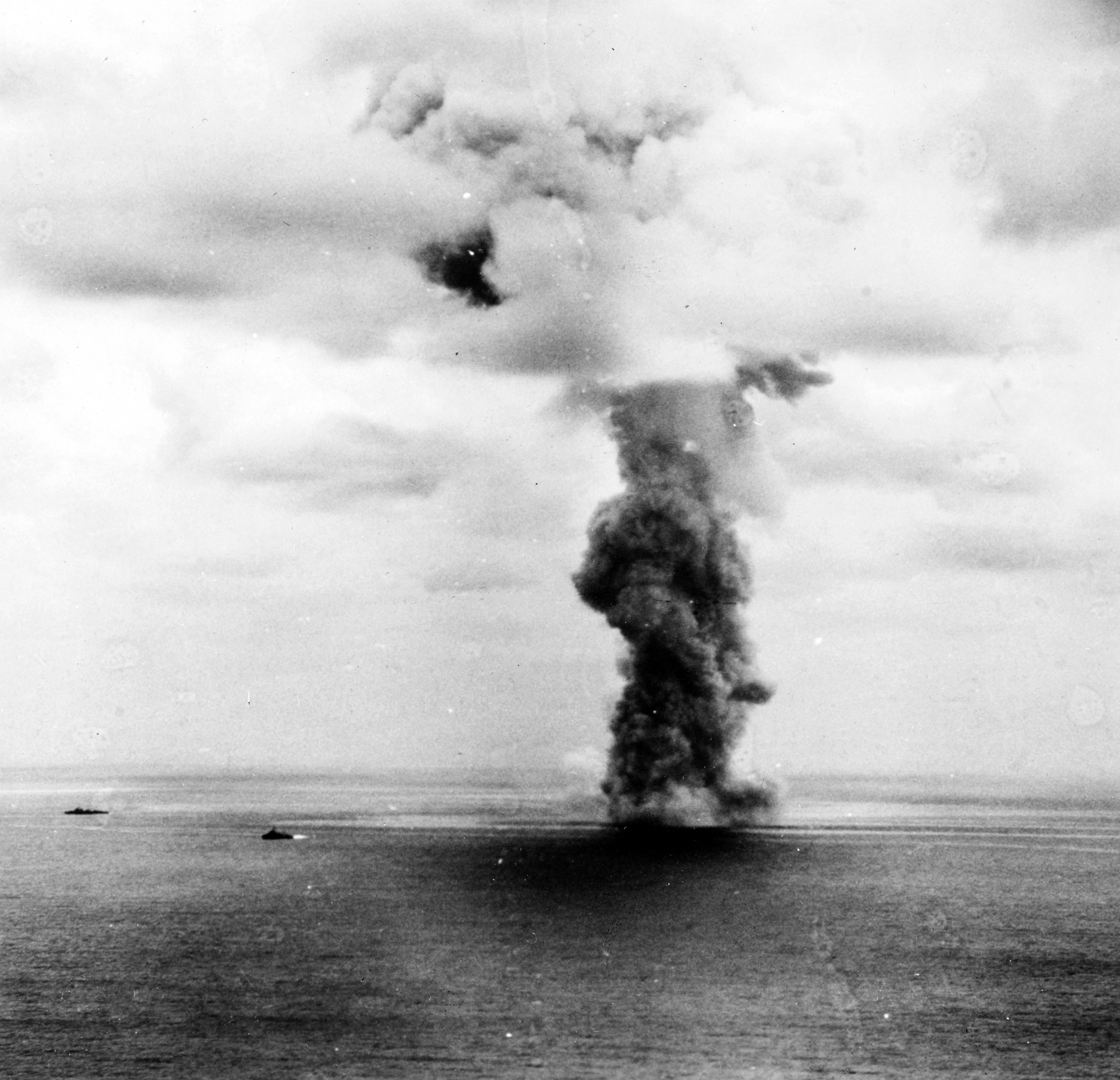
Mrak kouře se zvedá vysoko k obloze poté, co se Jamato převrátila, vybuchla a potopila severně od Okinawy 7. dubna 1945

1. dubna 1945 se s americkým vyloděním na Okinawě přiblížil i zánik Jamato. Z přístavu Tokujama vyplula Jamato 6. dubna, jako hlavní loď svazu admirála Seiiči Itóa, aby se na sebevražedné misi (operace Ten-gó) probila k Okinawě, napadla zde americké invazní svazy a po najetí na pláž fungovala do svého zničení jako nepotopitelná baterie. Zbytek svazu tvořil lehký křižník Jahagi a 8 torpédoborců. Svaz neměl žádné letecké krytí. Mnoho japonských důstojníků se stále domnívalo, že loď je nepotopitelná.
Krátce po vyplouvání z Vnitřního moře byl japonský svaz zpozorován ponorkami USS Threadfin a USS Hackleback. Druhý den po vyplutí, 7. dubna, bylo proti Jamato a jejímu doprovodu vysláno 386 letadel, která ji ve 12:30 napadla. Piloti torpédových bombardérů dostali instrukce, aby útočili na příď a záď, kde byla slabší pancéřová ochrana a jen z jedné strany, aby se loď převrátila. Jamato zasáhlo přibližně 8 pum a 12 torpéd Bliss-Leavitt Mark 13. Ve 14:23 se převrhla a její muniční sklady explodovaly. Hřib, který při explozi vznikl, byl viditelný dokonce i z nejjižnějšího japonského ostrova Kjúšú. Když se Jamato potopila, zbývalo jí k Okinawě stále ještě 200 km. Při potopení lodě zahynulo 2 475 členů posádky, zatímco 269 zachránily japonské torpédoborce.

## Vrak
Vrak lodi dnes leží 300 metrů hluboko na mořském dně asi 290 km od japonské pevniny. Byl prozkoumán v letech 1985 a 1999. Průzkum ukázal, že loď se rozpadla na dva kusy, se zlomem v místě věže B. Příď na dně leží vzpřímeně, zatímco zadní část je kýlem vzhůru. Věže hlavního dělostřelectva leží opodál.

## Souvislosti
Dělostřelectvo jiných lodí nehrálo při potopení Jamato žádnou roli. Potopení největší postavené bitevní lodi leteckými útoky potvrdilo důležitou změnu v námořní válce, k níž za druhé světové války došlo. Ve funkci „královny moří“ a nejdůležitější lodi každé floty byla bitevní loď nahrazena lodí letadlovou. To se projevilo už dříve při britském útoku na Taranto, potopení britského bitevního křižníku HMS Repulse a bitevní lodě HMS Prince of Wales japonským letectvem i při potopení dalšího bitevního obra — Musaši.
K dalším bitevním lodím a bitevním křižníkům, které v akci zničil výbuch jejich muničního skladiště, patří HMS Queen Mary, HMS Invincible a HMS Indefatigable (potopené v bitvě u Jutska), HMS Hood (potopen Bismarckem), USS Arizona (potopená při útoku na Pearl Harbor) a HMS Barham (vybuchl po zásahu torpédem).